# Melselebrug
De Melselebrug is een brug in het Belgische dorp Kallo. De brug ligt in het Antwerpse havengebied op de linkeroever van de Schelde. De brug ligt over het westelijk hoofd van de Kallosluis, de toegang naar het Waaslandkanaal.
De Melselebrug is een basculebrug met een verzonken tegengewicht. Er loopt ook een enkelsporige spoorlijn over de brug (spoorlijn 211). Als deze brug openstaat voor het scheepvaartverkeer, kan het spoor- en wegverkeer de sluis nog steeds passeren langs de Farnesebrug aan het andere hoofd van de sluis.
De brug is genoemd naar het dorp Melsele, net als Kallo een deelgemeente van Beveren.
Albertbrug · Asiabrug · Berendrechtbrug · Boudewijnbrug · Droogdokbrug · Farnesebrug · Frederik Hendrikbrug · Kattendijkbrug · Kempischebrug · Kruisschansbrug · Lefèbvrebrug · Lillobrug · Londenbrug · Luikbrug · Meestoofbrug · Melselebrug · Mexicobrug · Nassaubrug · Noorderlaanbrug · Noordkasteelbrug · Noordlandbrug · Oosterweelbrug · Oudendijkbrug · Petroleumbrug · Royersbrug · Siberiabrug · Straatsburgbrug · Van Cauwelaertbrug · Willembrug · Wilmarsdonkbrug · Zandvlietbrug · Ophaalbrug Merksem Groot Dok · Ophaalbrug Merksem Klein Dok